# Olympische Sommerspiele 1992/Teilnehmer (Nigeria)
| Gelbes Symbol für Goldmedaillen mit stilisierten Olympischen Ringen | Graues Symbol für Silbermedaillen mit stilisierten Olympischen Ringen | Braundes Symbol für Bronzemedaillen mit stilisierten Olympischen Ringen |
| ------------------------------------------------------------------- | --------------------------------------------------------------------- | ----------------------------------------------------------------------- |
| —                                                                   | 3                                                                     | 1                                                                       |

Nigeria nahm an den Olympischen Sommerspielen 1992 in Barcelona, Spanien, mit einer Delegation von 55 Sportlern (32 Männer und 23 Frauen) teil.

## Medaillengewinner

### Silber
| Name                                                                          | Sportart       | Wettkampf          |
| ----------------------------------------------------------------------------- | -------------- | ------------------ |
| David Izon                                                                    | Boxen          | Schwergewicht      |
| Richard Igbeneghu                                                             | Boxen          | Superschwergewicht |
| Olapade Adeniken, Davidson Ezinwa, Osmond Ezinwa, Chidi Imoh & Oluyemi Kayode | Leichtathletik | 4 × 100 Meter      |

### Bronze
| Name                                                                  | Sportart       | Wettkampf             |
| --------------------------------------------------------------------- | -------------- | --------------------- |
| Faith Idehen, Mary Onyali, Christy Opara-Thompson und Beatrice Utondu | Leichtathletik | Frauen, 4 × 100 Meter |

## Teilnehmer nach Sportarten

### Boxen
- Moses Malagu
Fliegengewicht: 9. Platz

- Mohammed Sabo
Bantamgewicht: 5. Platz

- Moses Odion
Leichtgewicht: 9. Platz

- Moses James
Halbweltergewicht: 17. Platz

- Tajudeen Sabitu
Weltergewicht: 17. Platz

- David Defiagbon
Halbmittelgewicht: 17. Platz

- Jacklord Jacobs
Halbschwergewicht: 9. Platz

- David Izonritei
Schwergewicht: Silber

- Richard Igbineghu
Superschwergewicht: Silber

### Gewichtheben
- Gilbert Ojadi Aduche
Superschwergewicht: DNF

### Handball
- Frauenteam
8. Platz

- Kader
Agustina Nkechi Abi
Angela Ajodo
Barbara Diribe
Bridget Yamala Egwolosan
Chiaka Lauretta Ihebom
Eunice Idausa
Immaculate Nwaogu
Justina Akpulo
Justina Anyiam
Mary Ihedioha
Mary Nwachukwu
Mary Soronadi
Ngozi Opara
Auta Olivia Sana
Uzoma Azuka
Victoria Umunna

### Judo
- Majemite Omagbaluwaje
Leichtgewicht: 34. Platz

- Suleman Musa
Halbmittelgewicht: 13. Platz

### Leichtathletik
- Olapade Adeniken
100 Meter: 6. Platz
200 Meter: 5. Platz
4 × 100 Meter: Silber

- Davidson Ezinwa
100 Meter: 8. Platz
4 × 100 Meter: Silber

- Chidi Imoh
100 Meter: Halbfinale
4 × 100 Meter: Silber

- Oluyemi Kayode
200 Meter: 7. Platz
4 × 100 Meter: Silber

- Sunday Bada
400 Meter: Halbfinale
4 × 400 Meter: 5. Platz

- Innocent Egbunike
400 Meter: Vorläufe

- Osmond Ezinwa
4 × 100 Meter: Silber

- Udeme Ekpeyong
4 × 400 Meter: 5. Platz

- Emmanuel Okoli
4 × 400 Meter: 5. Platz

- Hassan Bosso
4 × 400 Meter: 5. Platz

- Mary Onyali-Omagbemi
Frauen, 100 Meter: 7. Platz
Frauen, 200 Meter: Halbfinale
Frauen, 4 × 100 Meter: Bronze

- Christy Opara-Thompson
Frauen, 100 Meter: Halbfinale
Frauen, 4 × 100 Meter: Bronze

- Beatrice Utondu
Frauen, 100 Meter: Halbfinale
Frauen, 4 × 100 Meter: Bronze

- Faith Idehen
Frauen, 4 × 100 Meter: Bronze

### Ringen
- Amos Ojo Adekunle
Halbfliegengewicht, Freistil: 2. Runde

- Joe Oziti
Fliegengewicht, Freistil: 2. Runde

- Tebe Dorgu
Bantamgewicht, Freistil: 2. Runde

- Ibo Oziti
Leichtgewicht, Freistil: 3. Runde

- Enekpedekumoh Okporu
Mittelgewicht, Freistil: 2. Runde

### Schwimmen
- Musa Bakare
50 Meter Freistil: 41. Platz
100 Meter Freistil: 52. Platz

- Joshua Ikhaghomi
Frauen, 50 Meter Freistil: 39. Platz
Frauen, 100 Meter Freistil: 42. Platz

### Tischtennis
- Atanda Musa
Einzel: 33. Platz
Doppel: 17. Platz

- Yomi Bankole
Einzel: 33. Platz
Doppel: 17. Platz

- Sule Olaleye
Einzel: 33. Platz
Doppel: 17. Platz

- Segun Toriola
Doppel: 17. Platz

- Bose Kaffo
Frauen, Einzel: 33. Platz
Frauen, Doppel: 17. Platz

- Abiola Odumosu
Frauen, Einzel: 49. Platz
Frauen, Doppel: 17. Platz